# Tutti giù per terra (film)
Tutti giù per terra è una commedia del 1997 diretta da Davide Ferrario, tratta dall'omonimo romanzo di Giuseppe Culicchia.
Il film è dedicato a Lindsay Anderson, maestro del Free cinema degli anni sessanta. 

## Trama
Walter vive a Torino, è un giovane studente iscritto alla Facoltà di Filosofia ma non riesce ad accettare il burocratico, borioso mondo accademico. Vive la vita a modo suo, è apatico, un cinico che non riesce a prendersi le responsabilità che il mondo adulto attorno a lui gli impone. Dopo aver ricevuto la convocazione per il servizio civile, finisce in un centro di assistenza frequentato da extracomunitari in cui prova a rendersi utile, ma la disillusione e le difficoltà legate alle complessità del mondo circostante proveranno il suo percorso di crescita, caratterizzato da un rapporto salvifico con sua zia Caterina, e alle conflittualità con il padre e con la madre. Le vicende raccontate nel film si concluderanno in modo inaspettato con un incontro decisamente fuori dal comune che rappresenterà per Walter un punto di ripartenza.

## Produzione

### Cast
La parte di Walter, interpretata da Valerio Mastandrea, inizialmente era stata pensata per il cantante Samuele Bersani. Nel film vi sono molti camei di personaggi noti tra cui Mara Redeghieri degli Üstmamò e il Consorzio Suonatori Indipendenti al completo, questi ultimi nei panni di una commissione d'esame. In una scena, nel ruolo di un'impiegata delle Poste, appare Luciana Littizzetto. Nelle scene girate all'Università di Torino, la parte del severo professore di filosofia è interpretata da Roberto Accornero.

## Riconoscimenti
- 1997 - Ciak d'oro
  - Miglior montaggio a Luca Gasparini e Claudio Cormio[2]
  - Migliore colonna sonora a Francesco Magnelli e Ginevra Di Marco[2]